# Приріт рувензорський
Приріт рувензорський (Batis diops) — вид горобцеподібних птахів прирітникових (Platysteiridae).

## Поширення
Вид поширений в горах Рувензорі на сході ДР Конго, заході Уганди, в Руанді та Бурунді. Мешкає у гірському вічнозеленому лісі на висоті 1340–3300 м.

## Опис
Дрібний птах, завдовжки 11–12 см, вагою 8–15,5 г. Верхня частина тіла темно-синювато-чорна з білою смугою на крилах. Нижня частина здебільшого біла, за винятком глянцевої синювато-чорної стрічки на грудях, чорної плями на підборідді, чорних стегон та сірих пахвових западин. Хвіст чорний з білими кінчиками та краями.